# فرانك تايلور (لاعب كريكت نيوزلندي)
فرانك تايلور (1 مارس 1890 في نيوزيلندا - 25 يونيو 1960) (بالإنجليزية: Frank Taylor)‏ هو لاعب كريكت نيوزلندي.

## وصلات خارجية
- فرانك تايلور على موقع إي آس بي آن كريك إنفو (الإنجليزية)